# Dąbie
Dąbie é um município da Polônia, na voivodia da Grande Polônia e no condado de Koło. Estende-se por uma área de 8,86 km², com 2 004 habitantes, segundo os censos de 2018, com uma densidade de 229,2 hab/km².